# Michael M. Lutz
Michael Lutz (* 1. März 1912 in Aresing; † 1. Juli 1995) war ein deutscher Künstler.

## Leben
Lutz absolvierte nach der Schule in Schrobenhausen eine Malerlehre und legte in München die Meisterprüfung ab. Er wurde zum Studium an der Akademie der Bildenden Künste München zugelassen. Nach dem Krieg nahm er 1947 das Studium bei Franz Nagel wieder auf und schloss es 1953 ab.
Zwischen 1954 und 1972 unterrichtete er an der Meisterschule für Maler in München sowie als Lehrer am Berufsbildungszentrum für Bau und Gestaltung. Während dieser Zeit arbeitete er bei der Restaurierung alter Kunstwerke eng mit dem Doerner Institut sowie dem Bayerischen Landesamt für Denkmalpflege zusammen.
Zu seinem 80. Geburtstag veranstaltete der Eichenauer Künstlerkreis eine Ausstellung unter dem Titel „Retrospektive 1937 bis 1992 Malerei, Grafik und Architektur“.

## Mitgliedschaften
Michael Lutz war Mitglied der Künstlervereinigung Fürstenfeldbruck und Gründungsmitglied des Eichenauer Künstlerkreises.

## Ausgewählte Werke

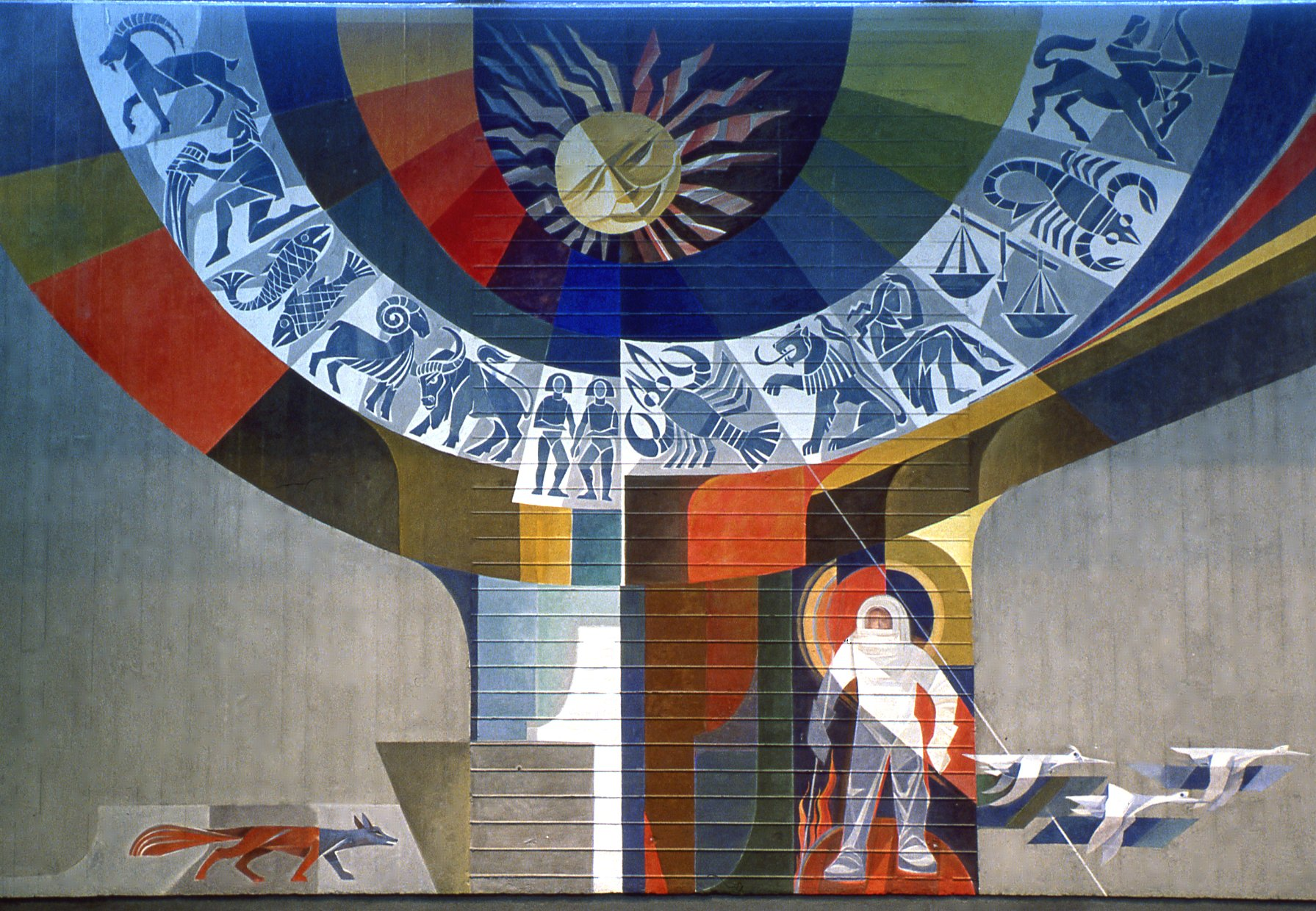
Wandbild von Michael Lutz in der Starzelbachschule Eichenau

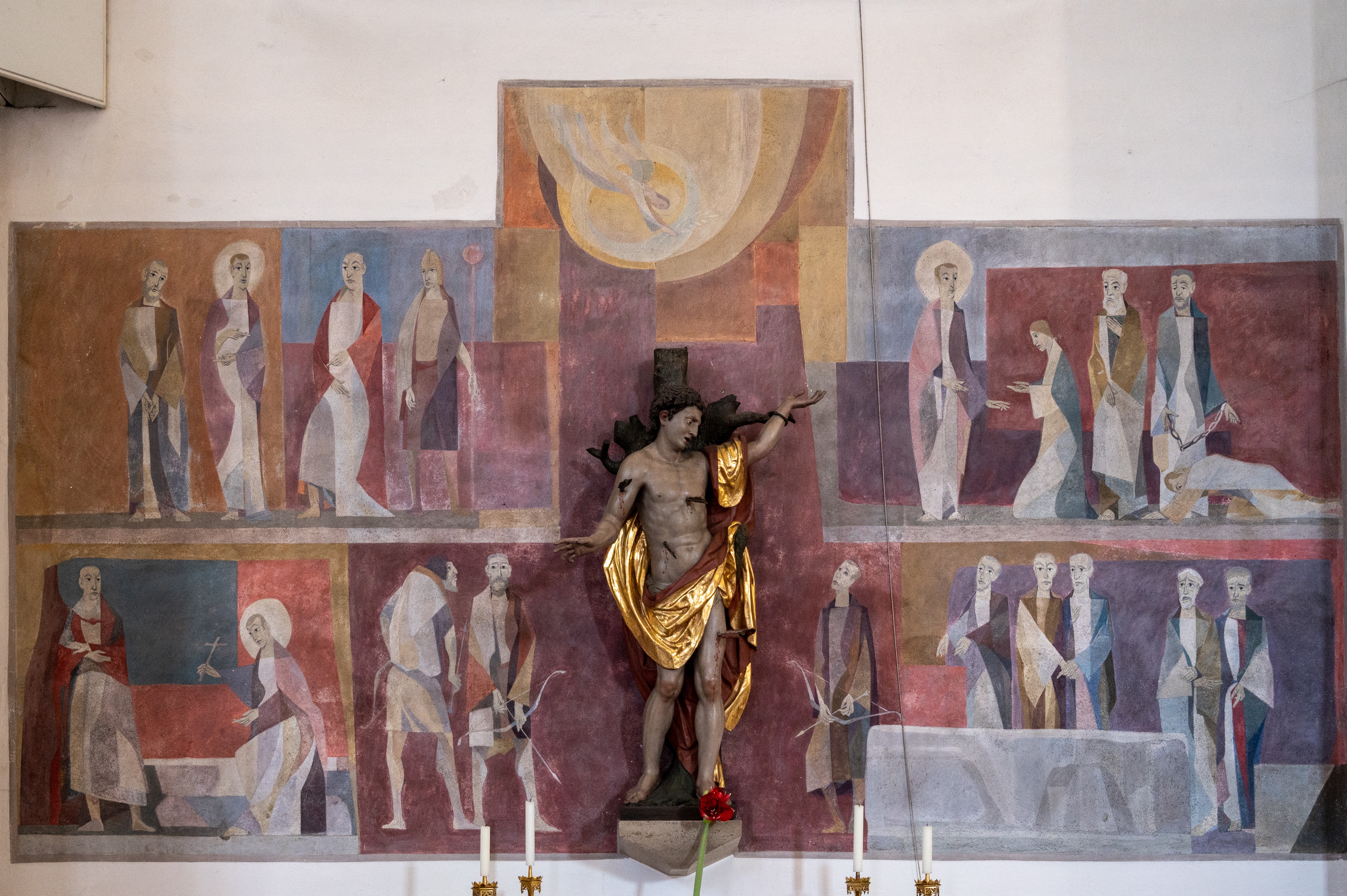
St. Sebastian in Schrobenhausen

- Fresko mit der Leidensgeschichte des Hl. Sebastian in der gotischen Hallenkirche St. Jakob in Schrobenhausen
- Fassadengestaltungen in Schrobenhausen und Eichenau
- Wandbild in der Aula der Starzelbachschule Eichenau (1972)[3]
- 15 Kreuzwegstationen, Pfarrkirche zu den Hl. Schutzengeln in Eichenau (1975)[4]
- Wandbild in der Sparkasse Eichenau (1977)